# Торимпијетра (Рим)
Торимпијетра је насеље у Италији у округу Рим, региону Лацио.
Према процени из 2011. у насељу је живело 70 становника. Насеље се налази на надморској висини од 46 м.